# Gynostemma pallidinerve
Gynostemma pallidinerve là một loài thực vật có hoa trong họ Cucurbitaceae. Loài này được Z.Zhang mô tả khoa học đầu tiên năm 1991.